# María Esperanza Manuel de Villena y Álvarez de las Asturias
María Esperanza Manuel de Villena y Álvarez de las Asturias (Madrid, enero de 1855-Cheles, 7 de octubre de 1935) fue la XVI señora de Cheles y II de Pizarra, siendo la menor de las hijas del marqués de Rafal José Casimiro Manuel de Villena y Bambalere y de María Josefa Álvarez de las Asturias Bohórquez y Giraldes de Cañas. Más tarde y tras el ascenso del señorío de Cheles a condado pasaría a ser la primera noble en portar dicho título. 

## Historia
Su padre decidió hacer testamento y lo hizo cuando solo tenía dos hijos, Enrique y  María Isabel, hermanos de María Esperanza. Cuando José Casimiro murió, María Josefa estaba embarazada de María Esperanza, significando que había quedado fuera del testamento de su padre. José Casimiro había dejado en testamento las mejores plazas para su hijo varón Enrique, que heredó el marquesado de Rafal, el condado de Vía Manuel y la baronía del Monte acompañados de Grandeza de España, mientras que María Isabel era la propietaria según testamento del condado de Granja de Rocamora, de la baronía de Puebla de Rocamora y de los señoríos de Pizarra y Cheles.
María Josefa, madre de María Esperanza, debido a la minoría de edad de sus hijos en el momento de fallecer su marido José Casimiro, quedó a cargo de las posesiones de María Isabel hasta que esta alcanzara la mayoría de edad, decidiendo en este periodo repartir la parte correspondiente a María Isabel entre esta y su hermana María Esperanza. En el reparto le correspondió a María Esperanza los señoríos de Cheles y de Pizarra. 
Ya como señora de sus posesiones, María Esperanza casó con Ramón María del Arroyo y Moret, naciendo cuatro hijos de esta unión. Como primogénito y varón fue heredero de todas las posesiones de María Esperanza su hijo Ramón del Arroyo y Manuel de Villena, que era mellizo de su hermana María Gloria.
El 6 de mayo de 1879 el rey de España Alfonso XII elevaba el señorío de Cheles propiedad de María Esperanza a condado y lo hacía por real decreto, siendo a partir de entonces la I condesa de Cheles.
El 7 de octubre de 1935 fallecía en Cheles a los 80 años la condesa María Esperanza, último miembro de la Casa de Manuel de Villena, recayendo el condado de Cheles y el señorío de Pizarra sobre su hijo y heredero Ramón, que a sus 56 años se convertía en el II conde de Cheles y III señor de la Pizarra.

## Matrimonio y descendencia
María Esperanza y Ramón María del Arroyo y Moret tuvieron cuatro hijos:
- Ramón del Arroyo y Manuel de Villena (1879-1952)
- María Gloria del Arroyo y Manuel de Villena (1879-1952)
- Esperanza del Arroyo y Manuel de Villena (1882)
- Enrique del Arroyo y Manuel de Villena (1883-1936)